# 컵을 지닌 아이
《컵을 지닌 아이》(프랑스어: L'Enfant a la tasse) 또는 《컵을 지닌 아이, 장 모네의 초상》(프랑스어: L'Enfant a la tasse, Portrait de Jean Monet)은 프랑스 인상주의 화가 클로드 모네의 1868년 유화 작품이다.
흰색과 파란색 줄무늬 컵 옆에 모네의 아들 장 모네(프랑스어: Jean Monet, 1867년~1914년)이 앉아 있는 모습을 그렸다. 자기 아들의 모습을 그린 초상화로는 이 작품이 세번째였다. 처음 그려진 이후 르아브르의 친구가 갖고 있었다가 1883년 모네 본인에게 작품을 되돌려 주었다. 2018년 오스트리아 빈의 알베르티나에서 열린 클로드 모네 특별전에서 공개되었으며, 1996년 대니얼 윌든스타인의 클로드 모네 카탈로그 레조네 제2권에서는 제131번 그림으로 기재되어 있다.
2013년 8월 미국의 온라인 유통업체 아마존이 미술 작품 판매 서비스의 홍보 일환으로 본 작품을 미화 145만 달러에 판매하였다. 이에 대해 경제학자 타일러 코웬은 이미 아마존에는 수많은 사본이 더욱 값싼 가격에 널리 판매되고 있다는 사실을 지적하며, "잘 안팔리는 재고를 팔아제끼려는 딜러 같아 보인다"고 비판했다.

## 같이 보기
- 클로드 모네의 작품 목록